# Golpe de Estado en Nigeria de enero de 1966
El golpe de estado nigeriano de enero de 1966 empezó el 15 de enero de 1966, cuando grupos de soldados nigerianos rebeldes liderados por Chukwuma Kaduna Nzeogwu y Emmanuel Ifeajuna se sublevaron contra el gobierno, asesinando a 22 personas, entre ellos el primer ministro de Nigeria, numerosas figuras políticas, agentes del ejército (incluyendo sus esposas), y centinelas a cargo de estos. Los conspiradores atacaron las ciudades de Kaduna, Ibadan, y Lagos mientras también bloquearon el Níger y el Río Benue durante dos días hasta que el golpe de los conspiradores resultó. El general del Ejército nigeriano, Johnson Aguiyi-Ironsi entonces utilizó el golpe como pretexto para tomar el poder, poniendo fin al periodo democrático en Nigeria e instaurando una feroz dictadura militar. El golpe y la toma de poder por parte de Ironsi fueron dos hechos claves que conducirían a la Guerra Civil nigeriana.

## Antecedentes
En agosto 1965 un grupo de comandantes del ejército (Chukwuma Kaduna Nzeogwu, Emmanuel Ifeajuna, Timothy Onwuatuegwu, Chris Anuforo, Don Okafor, Humphrey Chukwuka, y Adewale Ademoyega) comenzaron en secreto a idear un plan para un golpe de estado contra Primer ministro incumbente Abubakar Balewa. El golpe estuvo planeado porque, según los militares, los hombres al frente del país estaban tomando vías corruptas. Los ministros de Belewa llevaban vidas lujosas a costa de los fondos públicos del pueblo nigeriano.
El presidente de Nigeria, Nnamdi Azikiwe abandonó el país a fines de 1965, desentendiendose así de los problemas del mismo. Primero viajó a Europa y luego a un lujoso crucero en el Caribe. Dado a que Azikiwe no había renunciado oficialmente, bajo la ley del país, el presidente de Senado, Nwafor Orizu, ocuparía los poderes presidenciales durante la ausencia de este.

## El golpe
Durante el mediodía del 15 de enero de 1966, un grupo de periodistas locales se reunieron en Kaduna buscando saber que estaba ocurriendo, el mayor Nzeogwu se extrañó de que la única información sobre los acontecimientos era retransmitida por la BBC. Nzeogwu estuvo sorprendido porque esperaba que hubiese una emisión radiofónica por parte de los sublevados en Lagos. Se dijo que Nzeogwu se "estalló" cuándo se enteró que Emmanuel Ifeajuna en Lagos no había hecho absolutamente nada para neutralizar a Johnson Aguiyi-Ironsi, en ese momento, el Comandante en jefe del ejército. Por tanto, Nzeogwu apresuradamente redactó un discurso qué sería retransmitido en Kaduna alrededor 12 a.m. en el cual se declaraba la ley marcial sobre las Provincias del norte de Nigeria.

## Consecuencias
El presidente suplente Nwafor Orizu hizo una transmisión radiofónica a nivel nacional, después de que el presidente Nnamdi Azikiwe le informase por teléfono sobre la decisión del gabinete, anunciando la decisión "voluntaria" del gabinete para transferir poder a las fuerzas armadas, siendo remplazado así por una dictadura militar. El general Johnson Aguiyi-Ironsi entonces hizo una emisión radiofónica propia, donde aceptaba la "invitación" de tomar las riendas del país.
El 17 de enero, el general Ironsi creó el Consejo Militar Supremo en Lagos, aboliendo la constitución nigeriana y estableciendo una dictadura militar.

## Oficiales implicados
La lista a continuación muestra a los oficiales implicados en ambos bandos durante el golpe y sus orígenes étnicos.

### Conspiradores
- Maj. Kaduna Nzeogwu (Igbo)
- Maj. Adewale Ademoyega (Yoruba)
- Maj. Emmanuel Ifeajuna (Igbo)
- Maj. Timothy Onwuatuegwu (Igbo)
- Maj. Chris Anuforo (Igbo)
- Maj. Humphrey Chukwuka (Igbo)
- Maj. Don Okafor (Igbo)
- Capt. Ogbo Oji (Igbo)

### Participantes
- Capt. Emmanuel Nwobosi (Igbo)
- Capt. G. Adeleke (Yoruba)
- Lt. Fola Oyewole (Yoruba), autor de "El reticente se rebela"
- Lt. R. Egbiko (Esan)
- Lt. PM Okocha (Igbo)
- Lt. Tijani Katsina(Hausa/Fulani)
- Lt. O. Olafemiyan (Yoruba)
- Capt. Gibson Jalo (Bali)
- Capt. Swanton (Cinturón medio)
- Lt. Dag Warribor (Ijaw)
- 2.º Lt. Saleh Dambo (Hausa)
- 2.º Lt. John Átomo Kpera (Tiv)
- Capt. Ben Gbulie (Igbo)
- Lt. Dimka

### Oficiales de gobierno
- Primer ministro Abubakar Balewa † (Baggara)
- Premier Ahmadu Bello † (Fulani)
- Premier Samuel Akintola † (Yoruba)
- Ministro de finanza Festus Okotie-Eboh † (Itsekiri)
- Gen. Johnson Aguiyi-Ironsi (Igbo)
- Brig. Samuel Ademulegun † (Yoruba)
- Brig. Zakariya Maimalari † (Kanuri)
- Col. Kur Mohammed † (Kanuri)
- Col. Ralph Shodeinde † (Yoruba)
- Lt. Col. Yakubu Gowon (Ngas)
- Lt. Col. Abogo Largema † (Kanuri)
- Lt. Col. James Pam † (Berom)
- Lt. Col. Arthur Unegbe † (Igbo)
- Lt. Col. Conrad Nwawo (Igbo)
- Maj. Hassan Katsina (Fulani)

## Muertos
Lista de bajas durante el golpe de estado es abajo

### Civiles
- Primer ministro Abubakar Tafawa Balewa
- Premier Ahmadu Bello
- Premier Samuel Ladoke Akintola
- Ministro de finanza Festus Okotie-Eboh
- Ahmed Ben Musa (Vicesecretario Sénior para Seguridad)
- Hafsatu Bello
- Señora Latifat Ademulegun
- Zarumi Sardauna
- Ahmed Pategi (conductor de Gobierno)

### Militares y policías
- Brig. Samuel Ademulegun
- Brig. Zakariya Maimalari
- Col. Ralph Shodeinde
- Col. Kur Mohammed
- Lt. Col. Abogo Largema
- Lt. Col. James Pam
- Lt. Col. Arthur Unegbe
- Sargento Daramola Oyegoke
- PC Yohana Garkawa
- Lance Corporal Musa Nimzo
- PC Akpan Anduka
- PC Hagai Lai
- Philip Lewande